# Audio Unit
Eine Audio Unit (AU) ist ein Plug-in in der Core-Audio-Technologie von Apples macOS. Ihre Aufgabe ist die Bearbeitung von Tonmaterial (als Effekt) oder die Umwandlung von MIDI-Daten in Audiosignale (als Software-Instrument). Dieser Prozess kann in Echtzeit geschehen (je nach Rechenaufwand mit zeitlicher Verzögerung) oder bei sog. Offline-Berechnung noch schneller.
Das Prinzip der Audio Units ist die Sammlung aller Plugins an einem Ort. Ein beliebiges Programm, die sogenannte Host-Software, muss Core Audio unterstützen, um so Zugriff auf alle Plugins zu erhalten. Die Audio Units lösen damit unter macOS und im Besonderen dem Sequenzer-Programm Logic Steinbergs VST-Schnittstelle ab, die ab Version 6 nicht mehr von Logic unterstützt wird. Im Gegensatz zu VSTs sind AUs jedoch als Teil von Core Audio plattformgebunden an macOS und laufen nicht unter anderen Betriebssystemen wie Windows oder Linux, was auch ihre Verbreitung begrenzt. Die Dateinamenserweiterung der Audio Unit Plugins ist in der Regel component.
Audio Units können von anderen Herstellern entwickelt sein und zusätzlich installiert werden, einige sind bereits im Betriebssystem integriert. Die meisten Hersteller von Software-Instrumenten und -Effekten portierten ihre VSTs nach Bekanntgabe der neuen Schnittstelle und stellten AU- sowie VST-Versionen bereit. Das Plugin „VST to Audio Unit Adapter“ des Unternehmens FXPansion macht es möglich, VST-Plugins auch in eine AU-Schnittstelle einzubinden, indem es für den AU-Host als Plugin und für das VST-Plugin wiederum als Host fungiert.
Eine weitere verbreitete Audio-Plugin-Schnittstelle ist Real Time AudioSuite, entwickelt von Digidesign.